# Noverasco
Noverasco (Noverasch in dialetto milanese) è l'unica frazione del comune milanese di Opera: conta circa 1 680 abitanti (2011). La frazione si trova a nord del centro comunale, al confine con il comune di Milano.
È interessante notare come lo stesso toponimo latino di Opera,“Overa”, si rinviene nel nome della frazione, togliendo il suffisso “sco” solitamente caratterizzante nomi di origine preromana (come bergama–sco, crema–sco, ecc.) e togliendo un “in prepositivo” agli inizi dell'espressione “IN–OVERA–SCO”.

## Infrastrutture e trasporti
Noverasco non è attualmente servito di linee metropolitane, ferroviarie o tramviarie. 
Alcune linee di autobus, gestite da ATM, collegano la frazione con i comuni limitrofi. In particolare la linea 99 collega Noverasco con Milano passando per il Carcere di Opera mentre la linea 222 percorre un lungo tragitto collegando la frazione a Milano, Opera e Pieve Emanuele. Oltre a queste passano per Noverasco anche le linee Autoguidovie 94, 97, 172, 83 e 155.
Nella frazione sono inoltre presenti varie strutture scolastiche: tra queste vi sono l'Istituto di Istruzione Superiore Italo Calvino, l'American School of Milan e la Scuola Primaria Cervi. Numerose sono anche le zone sportive: tra queste la piscina comunale "Azzurra" e il club golfistico "Le Rovedine".